# Julok Tunong
Julok Tunong is een bestuurslaag in het regentschap Aceh Timur van de provincie Atjeh, Indonesië. Julok Tunong telt 1174 inwoners (volkstelling 2010).